# Крученозубка сивіюча
Крученозубка сивіюча (Tortula canescens) — вид мохів порядку потіальних (Pottiales).

## Поширення
Батьківщиною є Європа, Північна Африка, Північна Америка, Західна Азія.